# Proterorhinus marmoratus
Proterorhinus marmoratus és una espècie de peix de la família dels gòbids i de l'ordre dels perciformes.

## Morfologia
- Els mascles poden assolir 11,5 cm de longitud total.[2][3]

## Hàbitat
És un peix de clima temperat (4 °C-18 °C) i demersal.

## Distribució geogràfica
Es troba a Euràsia: Àustria, l'Azerbaidjan, Bulgària, el Canadà (introduït), Txèquia, Geòrgia, Alemanya, Grècia, l'Iran, el Kazakhstan, Romania, Rússia (introduït), Sèrbia, Ucraïna, els Estats Units (introduït) i l'Uzbekistan (introduït), incloent-hi els rius i estuaris de la mar Negra, la Mar d'Azov i la mar Càspia.

## Observacions
És inofensiu per als humans.